# Пети Доктор
Пети Доктор је инкарнација Доктора, протагонисте британске научнофантастичне телевизијске серије Доктор Ху. Глумио га је глумац Питер Дејвисон.
У оквиру приповедања серије, Доктор је вековима стар ванземаљац Временски господар са планете Галифреј који путује кроз време и простор у ТАРДИС-у, често са пратиоцима. На крају живота, Доктор се регенерисао па су се због тога физички изглед и личност Доктора променили. У регенерацији му претходи Четврти Доктор (Том Бејкер), а следи га Шести (Колин Бејкер).
Дејвисон приказује Петог Доктора као рањиву страну и склоност ка неодлучности, обученог као дечачки едвардијански играч крикета. Путовао је са мноштвом пратилаца, укључујући дечака генија Адрика (Метју Вотерхаус), ванземаљску аристократу Нису (Сара Сатон) и аустралијску стјуардесу Теган Јованку (Џенет Филдинг), која је путовала са његовом претходном инкарнацијом. Такође је делио касније авантуре заједно са лукавим школарцем Вислором Турлом (Марк Стриксон) и америчким студенткињом Пери Браун (Никола Брајант).

## Преглед
Пошто су Том Бејкер (Четврти Доктор) и ББЦ објавили да он напушта улогу, продуценти серије одлучили су да следећег Доктора игра неко ко представља неку физичку супротност Бејкеру и глумац који је већ чврсто успостављен у свести британске јавности. Питер Дејвисон је изабран због своје хваљене улоге Тристана Фарнона у ББЦ-овој серији Сва створења, велика и мала у којој је продуцент Доктора Хуа Џон Нејтан-Тарнер био главни продуцент.
Ера Петог Доктора била је истакнута по ставу „повратка на основе“ у којем је „блесав“ хумор (и, донекле, хорор) био сведен на најмањи могући, а научну тачност је подстицао продуцент Џон Нејтан-Тарнер. Била је то, с времена на време, мрачнија и суровија серија, делом због тога што је видела смрт једног од својих сапутника Адрика. Такође је била значајна по поновном увођењу многих непријатеља Господара времена, као што су Господар, Киберљуди, Омега, Црни и Бели Чувар и Силуријанци.

## Биографија
Четврти Доктор је тешко повређен након пада са радио телескопа пројекта "Фарос" тако да се спојио са будућом инкарнацијом себе званом Чувар и регенерисао се у своју нову младалачку пету инкарнацију. Регенерација је била тешка и скоро пропала јер је Доктор накратко преузео аспекте личности из своје четири претходне инкарнације. Након опоравка у измишљеном граду Кастровалви (заправо сложеној замци коју је створио његов највећи непријатељ Господар), наставио је своја путовања са Адриком, Теган Јованком и Нисом. У почетку су његова путовања била усмерена на враћање Теган на аеродром Хитро на време за њеног првог дана као стјуардесе, али ТАРДИС је више пута пропуштао ово одредиште и Теган је на крају одлучила да остане у ТАРДИС-у. Након путовања у будућност и прошлости сусрета са зликовцима као што су Монарх и Мара, Пети Доктор је био суочен са трагедијом када је Адрик умро покушавајући да спречи свемирски теретњак да се сруши на праисторијску Земљу (Земљотрес).
Након Адрикове смрти, ТАРДИС је случајно стигао на аеродром Хитро (Временски лет). Овде су Доктор и Ниса напустили Теган под претпоставком да она жели да остане (а заправо више није). Доктор и Ниса су затим путовали заједно неодређено време пре него што се одметнути Господар времена Омега, покушавајући да се врати у универзум, привремено везао за Доктора (Лук бесконачности). Суочени са овом претњом, Господари времена су били приморани да покушају да погубе Доктора, али он је на крају пратио Омегу до Амстердама где га је победио и поново сусрео Теган (која је сада изгубила посао, а није размишљала о томе да се поново придружи посади ТАРДИС-а).
Када је Доктор упознао новог сапутника, ванземаљског дечака насуканог на Земљи по имену Вислор Турло, није знао да је Турло добио налог Црног Чувара да га убије. Убрзо након тога, Ниса је отишла да помогне у лечењу Лазареве болести на свемирској станици Терминус. Пошто је упознао ентитете познате као Вечни који се утркују у свемирским летелицама сличним јахти за награду Просветљење, Турло се ослободио утицаја Црног Чувара и наставио да путује са Доктором и Теган. Слетајући у време владавине краља Џона (Краљеве утваре), посада је поново наишла на Господара који је користио робота Камелиона који је мењао облик да би имитирао краља. Међутим, Доктор је помогао Камелиону да поврати своју слободну вољу и робот му се придружио у његовим путовањима (иако је ретко напуштао ТАРДИС). Доктор је упознао три своје претходне инкарнације када их је председник Боруса позвао у област смрти на Галифреју који је покушавао да добије Расилонову тајну бесмртности.
После даљих пустоловина у којима се Доктор поново сусрео са старим непријатељима, укључујући Силуријанце и Морске ђаволе (Ратници из дубина), и Теган и Турло су напустили ТАРДИС. Теган је сматрала да је смрт и насиље на које су наилазили на својим путовањима превише да их поднесе (Васкрснуће Далека), а Турло се вратио на своју родну планету Трион у друштву свог млађег брата, као и других изгнаника Триона, из планета Сарн. Доктор је на крају био приморан да уништи Камелиона када је Господар искористио своју менталну везу са роботом да поврати контролу над њим, поступак за који је робот схватио да је неповратан (Планета ватре).
На крају (Пећине Андронзанија), Пети Доктор и његова последња сапутница Пери Браун били су изложени спектру лека у његовом смртоносно токсичном сировом облику на Андрозаниском руднику. Са само једном дозом противотрова на располагању, племенито је жртвовао сопствено постојање да би спасио Пери, изражавајући по први пут сумњу да би регенерација могла бити могућа овог пута, а затим се регенерисао у Шестог Доктора.
Скица Петог Доктора се види у књизи Џона Смита у новој епизоди серије „Људска природа“ (2007). Прикази Петог Доктора (заједно са другим прошлим Докторима) појављују се у „Следећем Доктору“ (2008) и „Једанаестом часу“ (2010).
Негде у свом животу забио је свој ТАРДИС у ТАРДИС Десетог Доктора и због тога умало отворио црну рупу „величине Белгије” због парадокса који је изазвао који Десети Доктор такође користи да објасни значајно остарели изглед свог некадашњег себе. Међутим, Десети Доктор је, сећајући се догађаја, знао како да га заустави јер се сећао да је гледао себе како исправља грешку док је био Пети Доктор. („Временски крах“)
Када је ушла у Докторов временски ток у „Имену Доктора“, Клара Освалд спасава Петог Доктора (који је не примећује) од Велике интелигенције (која је ушла у његов временски ток пре ње).
У другом непознатом тренутку свог живота, Пети Доктор је пилотирао својим ТАРДИС-ом заједно са остатком својих првих 13 инкарнација како би замрзнуо Галифреј у једном тренутку и спасио га од последица на нивоу изумирања након Временског рата („Дан Доктора“)
Стари Пети Доктор се појавио као један од „Чувара ивице” у загробном животу, у Докторовом уму у последњем специјалу Тринаестог Доктора као и холограм који је програмирала сама Докторка у („Моћи Доктора“) (2022). Такође се појавио као холограм старијој Теган и рекао је да је никада није заборавио.

## Костим
Одабран начин облачења Петог Доктора био је варијација одела едвардијанског крикеташа, а чак је виђен и како носи лоптицу за крикет у једном од својих џепова (што му је спасило живот у једној пустоловини). Носио је капутић крем боје, пругасте панталоне, плимсол ципеле, а повремено и наочаре. Често је носио панама шешир у оптимо стилу који је имао црвену траку са црно-белом шаром коју би смотао и ставио у унутрашњи џеп капута. Десети Доктор, који је наследио различите особине од ове инкарнације, као што је коришћење наочара, открио је у „Временском краху“ да наочаре заправо нису биле потребне да би помогле Докторовом виду, већ су биле само за показивање како би изгледао паметно (можда да би се супротставиле његовом младалачком изгледу). Иако је у Четворо за судњи дан дао примедбу да је мало кратковид на једно око када су га испитивали о садржају његових џепова, што укључује горе поменуту лоптицу за крикет, књигу (Приручник ТАРДИС-а) и лупу. Костим Петог Доктора такође је задржао црвене знакове питања извезене на крагни које је продуцент Џон Нејтан-Тернер додао костиму Четвртог Доктора 1980. Пети Доктор је показао необично акутан осећај укуса у Планети ватре коју су такође наследили Десети, Једанаести и Тринаести Доктор.
На левом реверу, овај Доктор је носио штап целера. У Пећинама Андронзанија тврдио је да ће целер постати љубичасти у присуству одређених гасова у опсегу „Праксис” на које је био алергичан, иако ову алергију није помињала ниједна инкарнација ни пре ни после. Рекао је да ће, ако се то догоди, појести целер, додајући „ако ништа друго, сигуран сам да је добро за моје зубе“. У истој причи, док је покушавао да оживи грозничаву Пери од тровања спектрокса, приметио је да је целер „одличан ресторативни лек одакле ја долазим“, али да је људски олфакторни систем „местимично слаб“. Поткрепљујући ову тврдњу, у епизоди „Хладнокрвно“ из 2010. године, Једанаести Доктор пита да ли има целера при руци пошто је подвргнут поступку чишћења намењеном људима (који се показао могуће смртоносним за биологију Господара времена). Десети Доктор се подсмевао целеру у „Временском краху“, описујући га као "украсно поврће".
Питер Дејвисон је изјавио у изјави на ДВД-у Кастровалве да мисли да је одећа коју је носио превише „израђена“ и да би је ипак задржао, али је желео да им дода неки појединачни штих, као што су други глумци који глуме Доктора имали урађено у прошлости. У изјави за ББЦ доручак у јулу 2011. Дејвисон је изјавио да је крикет скакач била његова идеја јер су продуценти желели нешто што преноси и акцију и ексцентричност.
Током продукције мини-епизоде „Временски крах“, било је потребно поново саставити костим Петог Доктора. Ово је постигнуто позајмљивањем разних предмета са изложбе Доктор Ха у Блекпулу, плетења новог џемпера за крикет, набавком новог шешира са додатком изворне траке и Дејвисоновим у панталонама које су првобитно преправљене за Колина Бејкера у последњој сцени Пећина Андронзанија.

## Појављивања
Пети Доктор је први пут виђен на телевизији у последњем делу Логополиса емитованом 21. марта 1981. Дејвисон је играо улогу током 19. и 20. сезоне Доктора Хуа и у специјалу поводом 20. годишњици Пет Доктора. Патрик Траутон (који је играо Другог Доктора) је наводно саветовао Дејвисона да се повуче из улоге после три године како би избегао одређивање улога, а поступајући по овом савету Дејвисон је обавестио продуцента Џона Нејтана-Тарнера да ће отићи после 21. сезоне. У прекиду од недавног обичаја, Нејтан-Тарнер је одлучио да регенерише Доктора у претпоследњој причи сезоне како би представио Шестог Доктора публици пре сезонске паузе. Дејвисоново последње редовно појављивање у улози Петог Доктора било је у последњем делу Пећина Андронзанија емитованом 16. марта 1984.
Дејвисон се накратко вратио улози у добротворном специјалу Величине у времену из 1993. године. Почевши од 1999. снимио је низ Доктор Ху радио драма продукцију "". Године 2007. Дејвисон се у доби од 56 година појавио заједно са Десетим Доктором Дејвида Тенанта у специјалу За децу у невољи који је написао Стивен Мофат под називом „Временски крах“.
Слике Петог Доктора приказане су, поред осталих инкарнација, у епизодама „Следећи Доктор“ (2008) и „Једанаести час“ (2010). Појављује се и у „Дану Доктора“ (2013), преко архивских снимака.
Године 2022. Дејвисон се вратио да игра Петог Доктора у виду ВИ холограма Доктора где се поново ујединио са својом бившом сапутницом Теган Јованком и као део пројекције Докторове психе у „Моћи Доктора“ поред Шести, Седмог и Осмог Доктора. Године 2023. Дејвисон се поново вратио улози у Причама о ТАРДИС-у када су се Теган и он поново ујединили по други пут да се присете догађаја из серијала Земљотрес и да осећајно превазиђу смрт свог пријатеља Адрика. У сва три ова појављивања, изгледало је да је лик остарио.
Пети Доктор се такође појављивао у романима са званичним дозволама, кратким причама и стриповима.